# Бакшт, Шломо
Шломо Бакшт (род. 1960, Петах-Тиква) — главный раввин литовских евреев Одессы и Одесской области, глава Одесской Иудейской религиозной общины. Один из наиболее авторитетных раввинов на Украине, внес значительный вклад в распространение и популяризацию традиционных взглядов и ценностей иудаизма среди евреев Одессы.

## Биография
Рав Бакшт родился в 1960 году в Петах-Тикве (Израиль) в семье ортодоксальных евреев литовского направления. Учился в талмуд-торе Шеэрит Исраэль, позднее продолжил образование в иешиве Ор Исраэль, где учился у ученика известного еврейского мудреца и законоучителя Хафец Хаима, рава Якова Наймана. Позднее поступил в иешиву Нахалат Давид, основанную р. Борухом Шимоном Салмоном, в то время бывшим главным раввином Петах-Тиквы. Женился в 1985 году (имеет 5 детей и 5 внуков) и переехал в Иерусалим, где в 1991 году основал вместе со своим братом Довом Колель колель (религиозное еврейское учебное заведение для женатых мужчин) «Ламед Тора», где и преподавал до 1993 года.
В 1993 году по приглашению еврейской общины, приехал в Одессу на должность главного раввина Одессы и Одесской области. В 1994 году создает еврейскую школу, в 1996 году — интернат для иногородних детей. В 1998 году община получает здание Главной синагоги на углу ул. Ришельевской и Еврейской (до того синагога находилась на Пересыпи, сейчас разрушена), ранее принадлежащее Одесскому педагогическому институту. Проводятся ежедневные молитвы, праздничные семинары и обучающие курсы по еврейской традиции. В 2000 году открывается миква (ритуальный бассейн для омовения).
В 2003 году при попечении рава Бакшта создается Еврейский университет Одессы. В 2010 году открывает в Одессе иешиву «Атерет а-Мелех», многие ученики которой после продолжили учёбу в ведущих иешивах Израиля и стран СНГ. Действует хедер, школа мальчиков и школа девочек на базе общины.
В 2015 году, по просьбе главного раввина Киева и Украины Якова Дова Блайха, принимает управление и Киевской Подольской общиной.